# Larry Siegfried
Lawrence Eugene Siegfried, detto Larry (Shelby, 22 maggio 1939 – Cleveland, 14 ottobre 2010), è stato un cestista e allenatore di pallacanestro statunitense, professionista nella NBA.

## Carriera
Venne selezionato dai Cincinnati Royals al primo giro del Draft NBA 1961 (3ª scelta assoluta).

## Statistiche

### NBA

#### Regular season
| Anno       | Squadra           | PG  | PT | MP   | TC%  | 3P% | TL%   | RP  | AP  | PRP | SP | PP   |
| ---------- | ----------------- | --- | -- | ---- | ---- | --- | ----- | --- | --- | --- | -- | ---- |
| 1963-1964† | Boston Celtics    | 31  | -  | 8,4  | 31,8 | -   | 79,5  | 1,6 | 1,3 | -   | -  | 3,3  |
| 1964-1965† | Boston Celtics    | 72  | -  | 13,8 | 41,5 | -   | 77,9  | 1,9 | 1,7 | -   | -  | 6,3  |
| 1965-1966† | Boston Celtics    | 71  | -  | 23,6 | 42,3 | -   | 88,1* | 2,8 | 2,3 | -   | -  | 13,7 |
| 1966-1967  | Boston Celtics    | 73  | -  | 25,9 | 44,2 | -   | 84,7  | 3,1 | 3,4 | -   | -  | 14,1 |
| 1967-1968† | Boston Celtics    | 62  | -  | 31,2 | 41,5 | -   | 86,8  | 3,5 | 4,7 | -   | -  | 12,2 |
| 1968-1969† | Boston Celtics    | 79  | -  | 32,4 | 38,0 | -   | 86,4* | 3,6 | 4,7 | -   | -  | 14,2 |
| 1969-1970  | Boston Celtics    | 78  | -  | 26,7 | 42,4 | -   | 85,6  | 2,7 | 3,8 | -   | -  | 12,6 |
| 1970-1971  | San Diego Rockets | 53  | -  | 31,6 | 38,6 | -   | 85,0  | 3,9 | 6,5 | -   | -  | 8,0  |
| 1971-1972  | Houston Rockets   | 10  | -  | 22,3 | 39,1 | -   | 85,7  | 1,0 | 2,0 | -   | -  | 4,8  |
| 1971-1972  | Atlanta Hawks     | 21  | -  | 16,0 | 32,5 | -   | 87,0  | 1,5 | 2,5 | -   | -  | 3,3  |
| Carriera   | Carriera          | 550 | -  | 24,8 | 40,9 | -   | 85,4  | 2,8 | 3,5 | -   | -  | 10,8 |

#### Play-off
| Anno     | Squadra        | PG  | PT | MP   | TC%  | 3P% | TL%   | RP  | AP  | PRP | SP | PP   |
| -------- | -------------- | --- | -- | ---- | ---- | --- | ----- | --- | --- | --- | -- | ---- |
| 1964†    | Boston Celtics | 4   | -  | 6,0  | 33,3 | -   | 50,0  | 1,0 | 0,3 | -   | -  | 1,8  |
| 1965†    | Boston Celtics | 12* | -  | 13,6 | 38,0 | -   | 85,7  | 2,1 | 1,8 | -   | -  | 7,0  |
| 1966†    | Boston Celtics | 17* | -  | 26,6 | 42,0 | -   | 82,7  | 2,5 | 2,4 | -   | -  | 13,2 |
| 1967     | Boston Celtics | 9   | -  | 28,9 | 37,3 | -   | 81,4  | 4,4 | 4,9 | -   | -  | 12,3 |
| 1968†    | Boston Celtics | 19* | -  | 28,2 | 38,8 | -   | 90,6* | 2,6 | 2,9 | -   | -  | 12,3 |
| 1969†    | Boston Celtics | 18* | -  | 21,8 | 41,9 | -   | 78,6  | 2,1 | 2,6 | -   | -  | 11,1 |
| Carriera | Carriera       | 79  | -  | 23,1 | 40,0 | -   | 83,4  | 2,5 | 2,6 | -   | -  | 10,9 |

## Palmarès

### Giocatore
- Campione NCAA (1960)
- NCAA AP All-America Third Team (1960)
- Campione ABL (1962)
- Campionato NBA: 5

Boston Celtics: 1964, 1965, 1966, 1968, 1969
- 2 volte miglior tiratore di liberi NBA (1966, 1969)